# Paolo Maria Mondìo
Paolo Maria Mondìo (Messina, 30 agosto 1795 – Santa Lucia del Mela, 4 settembre 1857) è stato un vescovo cattolico italiano.

## Biografia
Discendente dalla nobile famiglia Mondìo di Messina, era figlio di don Francesco Mondìo (1744-1804) e di donna Giuseppa Leonardi, nonché fratello del provinciale dei domenicani Giovanni Mondio.
Laureato in giurisprudenza, fu provicario generale del clero peloritano. Eletto prelato della prelatura nullius di Santa Lucia del Mela nel 1850, nel concistoro del 1852 fu nominato vescovo titolare di Miriofito. Morì il 4 settembre 1857 nel palazzo prelatizio di Santa Lucia del Mela e legò il suo patrimonio ai poveri.